# 꼬마 대령
꼬마 대령(The Little Colonel)은 미국에서 제작된 데이비드 버틀러 감독의 1935년 영화이다. 셜리 템플 등이 주연으로 출연하였고 버디 G. 더실바 등이 제작에 참여하였다.

## 줄거리
로이드 대령은 남북전쟁 후 남부 영애인 딸 엘리자베스가 북부인 잭 셔먼과 결혼하자 절연한다. 딸 부부는 손녀 로이드 셔먼을 낳고 기회를 찾아 서부로 향한다. 로이드는 서부 개척지의 변경 기지에서 명예 대령으로 추대 받는다. 잭은 사기를 당해 금이 없는 서부 지역의 권리 증서를 사고 파산한다.
그러나 마침 유니언 퍼시픽 철도에서 건설 중인 선로가 그곳을 지나가게 돼 해당 사유지에 대한 통행권을 사들이기 위해 거금을 제시한다. 이를 알게 된 사기꾼들이 다시 잭 앞에 나타나 목숨을 협박하며 증서를 뺏으려고 든다. 로이드는 이를 엿듣고 있다가 로이드 대령에게 달려가지만 대령은 도움을 주길 거부하는데...

## 출연

### 주연
- 셜리 템플 - 로이드 셔먼
- 라이어널 배리모어 - 로이드 대령

### 조연
- 에벌린 베너블 - 엘리자베스 로이드 셔먼
- 존 로지 - 잭 셔먼
- 시드니 블래크머
- 스티븐 체이스
- 윌리엄 버레스
- 프랭크 대리엔
- 빌 로빈슨
- 로버트 워릭
- 해티 맥대니얼

## 제작진
- 미술: 윌리엄 S. 달링